# 349
Năm 349 là một năm trong lịch Julius.